# Ropiwakaina
Ropiwakaina – organiczny związek chemiczny, środek znieczulenia miejscowego o długim działaniu, słabo rozpuszczalny w tłuszczach.

## Działanie
Zwiększa potencjał progowy błon komórkowych komórek nerwowych i w ten sposób blokuje przewodzenie potencjału czynnościowego.

## Wskazania
Blokady nerwów obwodowych i blokady zewnątrzoponowe (w pojedynczych wstrzyknięciach lub we wlewie ciągłym) w celu wywołania znieczulenia do zabiegów operacyjnych chirurgicznych i ginekologicznych (w tym wykonania cięcia cesarskiego) oraz w celu zwalczanie ostrego bólu.

## Działania niepożądane
Występują bardzo rzadko, o ile nie dojdzie do przedawkowanie lub niezamierzonego podania do naczynia krwionośnego. Najczęściej związane są z występującymi podczas blokady zmianami i ze stanem ogólnym pacjenta. Należą do nich: obniżenie ciśnienia tętniczego, nudności, bradykardia, wymioty, parastezje, zwiększenie ciepłoty ciała, ból głowy, zatrzymanie moczu, stany lękowe.

## Preparaty
W 2023 roku dopuszczone do obrotu w Polsce były dwa preparaty proste w postaci chlorowodorku ropiwakainy: Ropimol i Ropivacaine BioQ.